# Nymphidium leucosia
Nymphidium leucosia är en fjärilsart som beskrevs av Jacob Hübner 1806. Nymphidium leucosia ingår i släktet Nymphidium och familjen Riodinidae. Inga underarter finns listade i Catalogue of Life.